# Poznański Szybki Tramwaj
     Pierwotny odcinek PST
     Przedłużenie trasy PST do Dworca Zachodniego
     Pozostałe trasy tramwajowe

Mapa sieci tramwajowej Poznania (2017).
Pierwotny odcinek PST
Przedłużenie trasy PST do Dworca Zachodniego
Pozostałe trasy tramwajowe

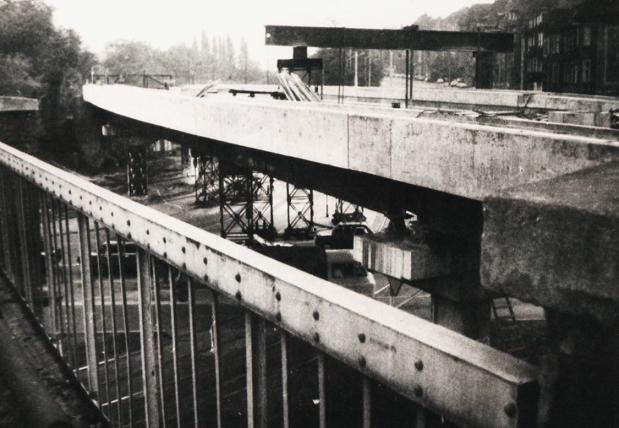
Budowa PST – wiadukt nad ul. Libelta – 22.10.1991

Projekt trasy 1978 r. (miejsce przechowywania: Archiwum Państwowe w Poznaniu)

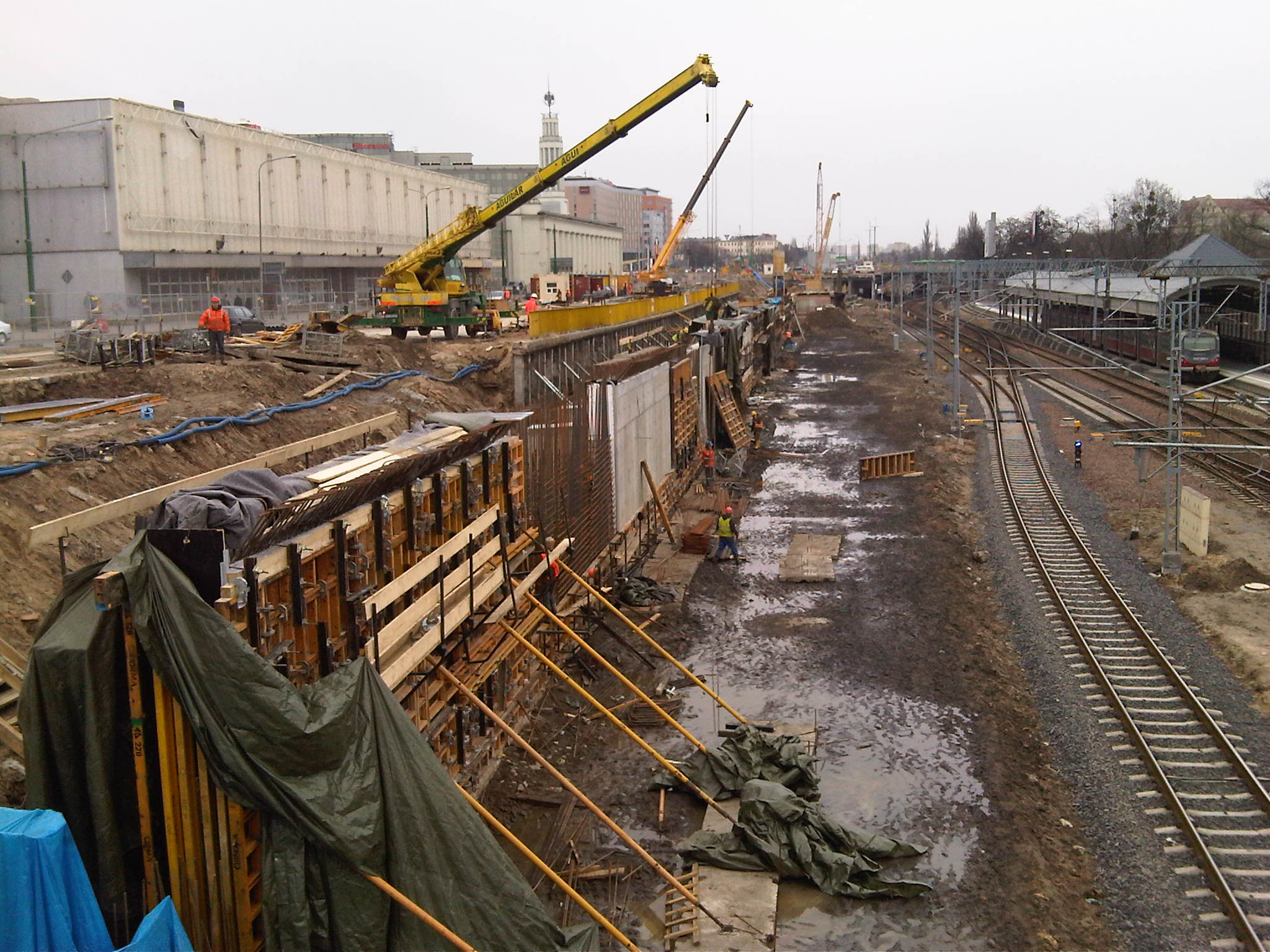
Prace budowlane przy przedłużeniu trasy PST – widok z Mostu Dworcowego wzdłuż ulicy Roosevelta

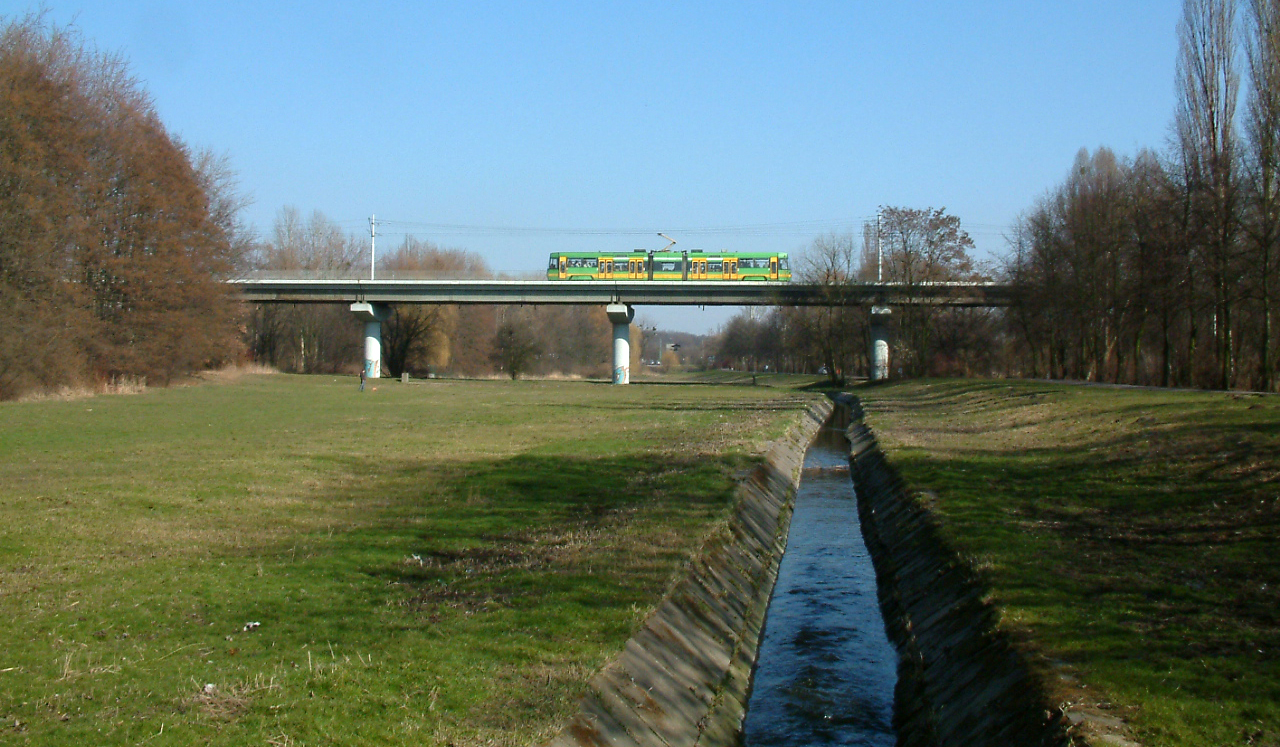
Tatra/HCP RT6N1 na estakadzie nad Bogdanką

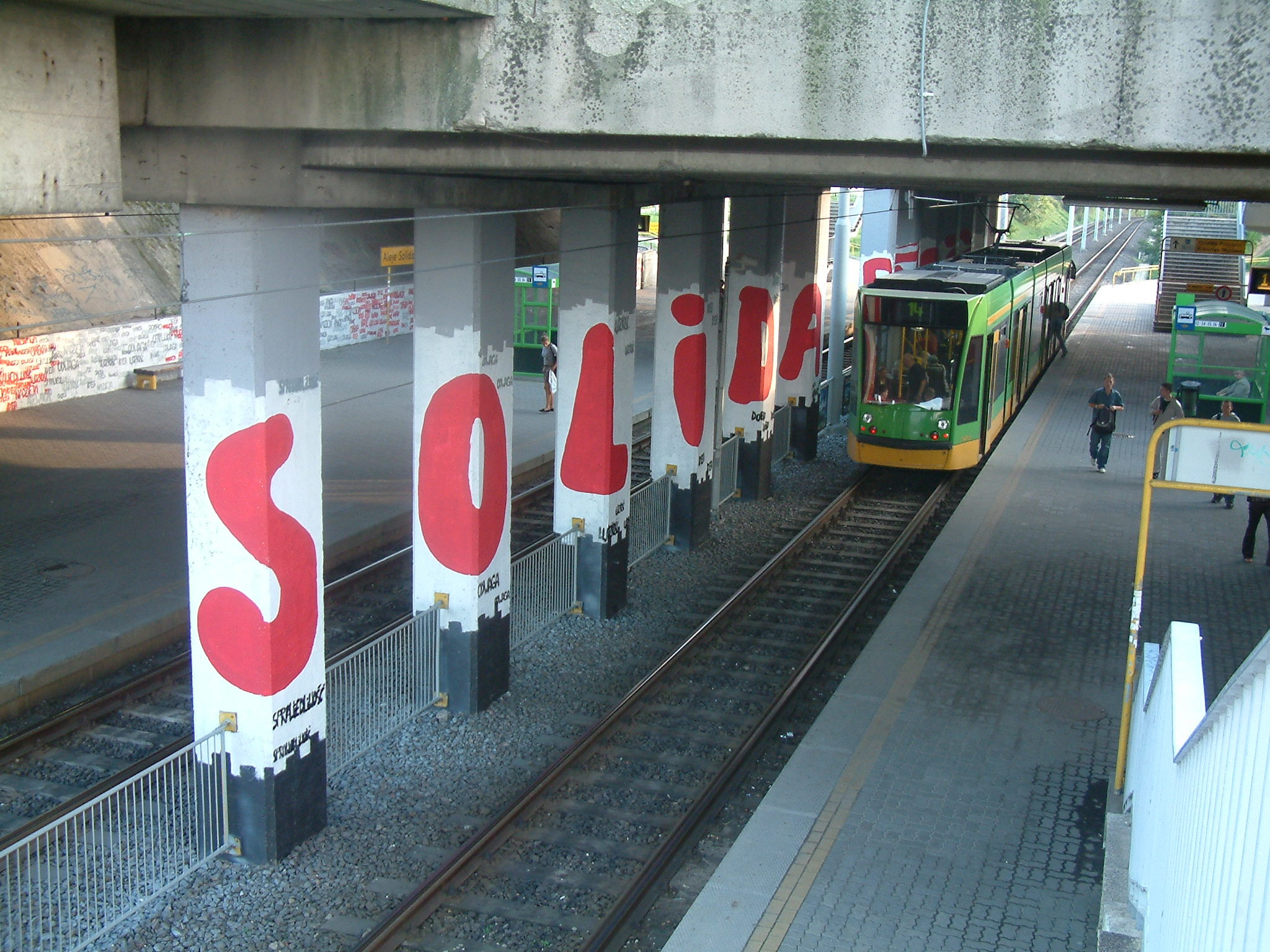
Siemens Combino linii 14 na przystanku Aleje Solidarności

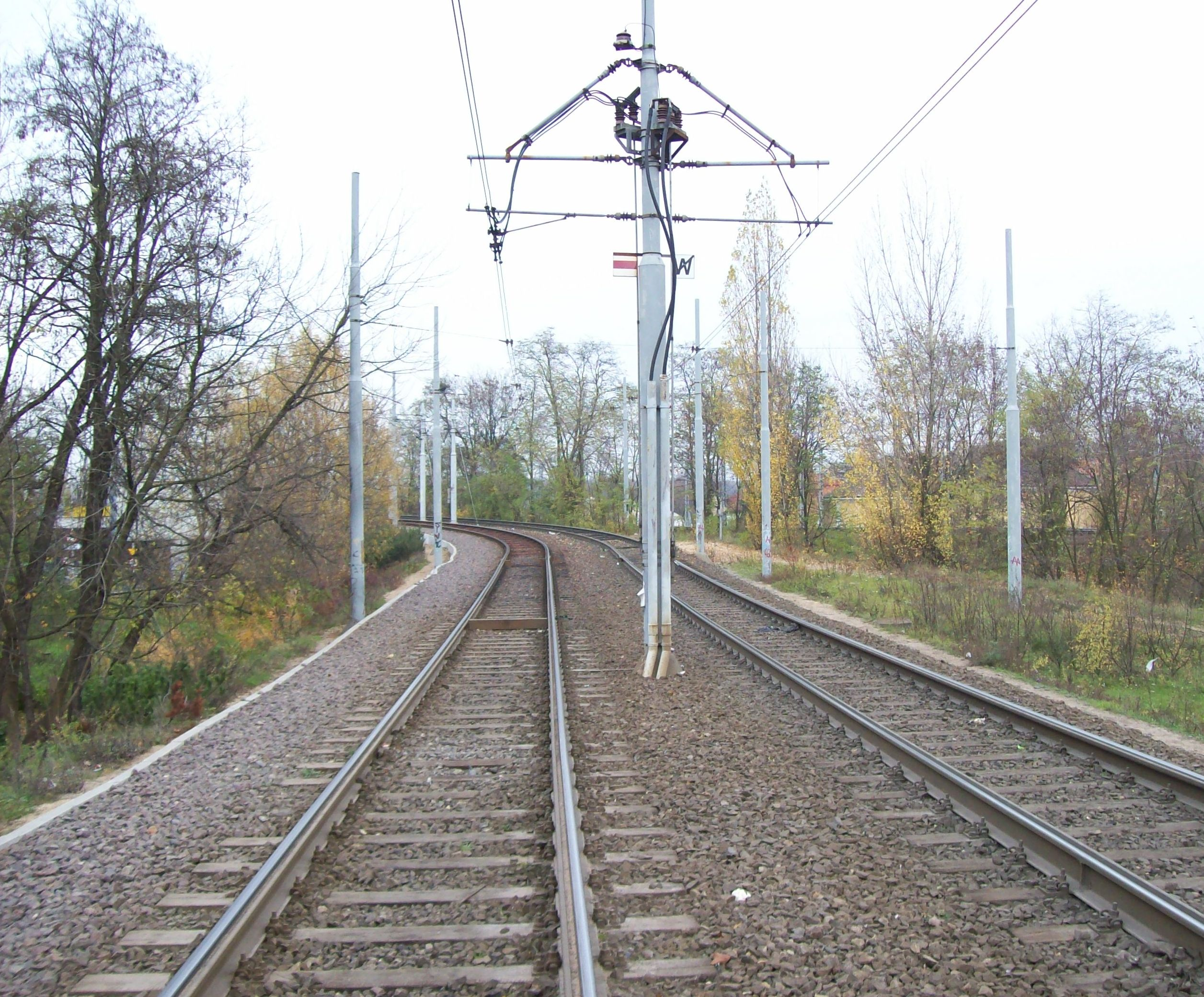
Torowisko PST w pobliżu ul. Roosevelta

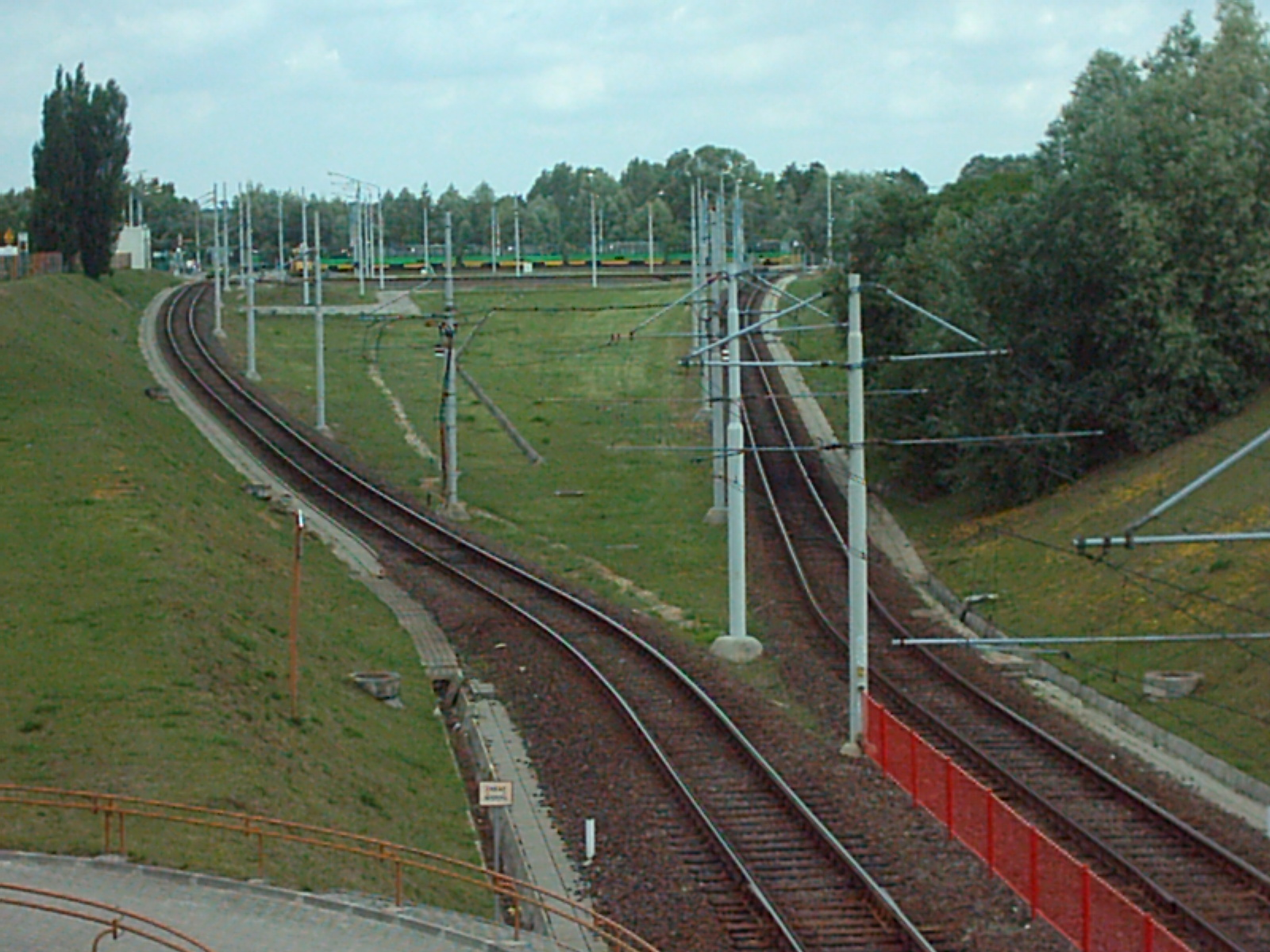
Pętla na os. Sobieskiego

Poznański Szybki Tramwaj (także PST, potocznie pestka) – liczący 8,1 km długości odcinek bezkolizyjnej, ułożonej w większości w przekopie i na estakadzie poznańskiej trasy tramwajowej, wyposażonej w rozjazdy umożliwiające przejazd między sąsiednimi torami i przystanki przypominające dworce kolejowe. Wszystko to pozwala na jazdę z prędkością 70 km/h. Linia powstała jako alternatywa dla znacznie droższego metra. Obsługiwana przez Miejskie Przedsiębiorstwo Komunikacyjne.

## Budowa

### Koncepcja
Pierwsze koncepcje budowy szybkiego tramwaju powstały w Poznaniu pod koniec lat 20. XX wieku. Miał on połączyć Winiary z Luboniem. W związku z intensywnym rozwojem wielorodzinnego budownictwa mieszkaniowego w północnej części miasta (Winogrady, Piątkowo), w latach 70. rozpoczęto prace projektowe nad linią premetra. Etap przygotowawczy rozpoczął się w 1980, a dwa lata później ruszyła budowa. 21 stycznia 1985 Urząd Miejski przejął pełną kontrolę nad prowadzeniem inwestycji. Pierwotny projekt zakładał, że PST połączy Dworzec PKP z Winogradami, Piątkowem, Moraskiem i Owińskami, a trasa będzie miała prawie 27 kilometrów.
Koncepcja powstała jako kompromis między metrem a tramwajem, w czasach trudnych dla komunikacji publicznej, kiedy obowiązywał priorytet dla inwestycji samochodowych i kiedy mijało pięćdziesięciolecie studiów projektowych nad warszawskim metrem, bez większych szans na jego budowę. Realizację planowano prowadzić etapami, początkowo jako „szybkobieżną linię tramwajową” (w połowie lat 70. XX wieku) z możliwością przebudowy na metro. Przebiegać miała równolegle do linii kolejowych i rozdzielać się na Wolę i Garbary, a dalej w stronę Winograd, Piątkowa i Naramowic. Uzasadnieniem koncepcji budowy były: najwyższy w Polsce wskaźnik motoryzacji na mieszkańca, najwyższe w Polsce zagęszczenie taboru na jednostkę długości trasy i zaległości w realizacji zadań budownictwa mieszkaniowego. Zygmunt Nowak pisał: Wobec tego należy wykształcić nową jakość przy pomocy dostępnych środków, innymi słowy: z taboru tramwajowego, jaki jest do dyspozycji, tworzyć należy pociągi i wprowadzać na kolejno realizowane odcinki przyszłego metra. Planowano wypuszczanie na linię czterowagonowych składów 105N przy częstotliwości kursowania co dwie minuty. W godzinach szczytu szacowano potok podróżnych na 13.500 pasażerów na godzinę w jednym kierunku. Po zakończeniu północnego pasma rozwojowego potok w rejonie śródmieścia miałby osiągnąć liczbę do 25 tys. pasażerów.
Trasę zaplanowano jako całkowicie bezkolizyjną, w przebiegu zbliżoną do linii prostej, z łukami o dużych promieniach, ze słupami trakcyjnymi w międzytorzu, kablami zasilającymi i powrotnymi w korpusie korony torowiska, wolnostojącymi stacjami prostownikowymi co około 2 km, a także oświetleniem na stacjach i w odległości 100 metrów od nich, celem eliminacji efektu oślepienia. Sterowanie ruchem miało się odbywać na zasadzie samoczynnej blokady liniowej (kolejowej). Z uwagi na powtarzalny układ stacji wyodrębniono je dla podróżnych kolorystyką. Centrum zarządzania ruchem i zajezdnia miały się znaleźć w rejonie ul. Trójpole. Zakładano, że 30–50% podróżnych dojdzie do stacji pieszo, a 3–15% dojedzie samochodem do parkingów typu Park&Ride. Przesiadki zaplanowano na styku pionowym (przystanki autobusowe nad przystankami PST).

### Trudności
W trakcie budowy doszło jednak do wielu modyfikacji. Budowa początkowo była finansowo ukrywana przed władzami centralnymi (przez dwa pierwsze lata nie było zgody na tę inwestycję), a pieniądze przesuwano z budżetu wojewody przeznaczonego na remonty kapitalne dróg i mostów. Pierwszym inwestorem był Zarząd Dróg i Mostów, jednak z uwagi na zakres prac które trzeba było wykonać, w 1985 roku powołano Zarząd Poznańskiego Szybkiego Tramwaju w Budowie, który został rozwiązany po zakończeniu inwestycji (miasto przejęło zarząd nad budową 21 stycznia 1985). 20 marca 1985 powołano także inne ciało – Społeczną Radę Budowy Poznańskiego Szybkiego Tramwaju, której przewodniczącym został wiceprezydent Bogdan Zastawny. Głównym wykonawcą PST było Przedsiębiorstwo Robót Kolejowych Nr 10 z Poznania, dzisiaj funkcjonujące jako FEROCO SA. W wyniku braku środków finansowych roboty posuwały się bardzo powoli. Pierwotnie zakładano, że trasa PST będzie stanowić niezależny autonomiczny układ, a na Trójpolu (obecnie CH Poznań Plaza) powstanie specjalna zajezdnia, na potrzeby której w połowie odległości pomiędzy przystankami aleje Solidarności i Lechicka wybudowano wiadukt (obecnie dojazdowy ze wschodu do galerii). W międzyczasie, w związku z rozwojem kolei miejskich na świecie, postanowiono porzucić model odrębnej kolei i pójść w stronę bardziej nowoczesnego systemu, łączącego sieć szybkiego tramwaju z tradycyjnym.

### Przystanki
Ostatecznie zdecydowano się na wybudowanie 6 przystanków:
- os. Sobieskiego – pętla
- Szymanowskiego
- Kurpińskiego
- Lechicka (od VI 2005 Lechicka/Poznań Plaza)
- Serbska (od 31 VIII 2005 Aleje Solidarności)
- Słowiańska

Projektowano również siódmy przystanek PST Wielkopolska, którego ostatecznie nie zrealizowano. Na przecięciu trasy PST i al. Wielkopolskiej są widoczne betonowe podpory, które miały posłużyć do budowy tego przystanku.

### Odnoga na Dworzec Zachodni
22 sierpnia 2011 roku przystąpiono do budowy brakującego odcinka trasy, który połączył ją z Dworcem Głównym PKP, a oddano go do użytku 1 września 2013 roku. Nowy odcinek szybkiego tramwaju powstał jako w pełni autonomiczny układ ponad dwukilometrowej trasy tramwajowej. Zakończony jest pętlą za peronem 11 dworca kolejowego. Dodatkowo wybudowany został łącznik z torowiskiem w ul. Głogowskiej. Dzięki temu linie nr 12 i 14 jeżdżą nową trasą z pominięciem obecnego, przeciążonego ruchem, układu tramwajowego w ciągu ul. Roosevelta. Bezpośrednio wpłynęło to na skrócenie czasu podróży pasażerów. Dzięki nowej pętli powstała możliwość uruchomienia w pełni niezależnej linii tramwajowej, kursującej wyłącznie po trasie PST, z możliwością eksploatacji taboru dłuższego niż 32 metry. Na nowej trasie powstały dwa przystanki – Dworzec Zachodni oraz Most Teatralny, z których ten drugi miał być czynny tylko do zakończenia przebudowy ronda Kaponiera, jednak w 2016 postanowiono o jego pozostawieniu i przebudowie na trwałą konstrukcję.

## Trasa
Trasa ma kluczowe znaczenie dla komunikacji w centrum i północnej części miasta. Jej przepustowość sięga 6000 osób na godzinę. Obsługują ją cztery linie dzienne (12, 14, 15 i 16) oraz dwie nocne (201 i 202).
Na trasie umieszczonych jest 8 przystanków, każdy z 6 na odcinku os. Sobieskiego – Most Teatralny ma 96 metrów długości, tablice Systemu Informacji Pasażerskiej (SIP, które w 2018 roku zastąpiły dotychczasowy system nagłośnieniowy umożliwiający podawanie komunikatów głosowych dla pasażerów oraz wyparły charakterystyczne żółte zegary), monitoring, a na przystankach w kierunku centrum umieszczone są automaty biletowe. Przystanki są oznaczone różnymi kolorami.
| Nazwa przystanku      | Możliwe przesiadki                                                                                          |
| --------------------- | --- |
| Os. Sobieskiego       | - Dzienne: 169, 174, 185, 188, 190, 191, 193, 198, 348, 832, 901, 902, 904, 905, 907 - Nocne: 215, 218, 253 |
| Szymanowskiego        | - Dzienne: 146, 169, 174, 185, 188, 191, 198, 348, 901, 902, 904, 905 - Nocne: 218, 253                     |
| Kurpińskiego          | - Dzienne: 146, 169, 185 - Nocne: brak                                                                      |
| Lechicka/Poznań Plaza | brak możliwości przesiadki                                                                                  |
| Aleje Solidarności    | - Dzienne: 168, 170, 171, 178, 183, 191, 322 - Nocne: 215                                                   |
| Słowiańska            | - Dzienne: 168, 169, 171, 182, 190 - Nocne: 215, 218                                                        |
| Most Teatralny        | - Dzienne: 3, 8, 10, 11, 16, 18, 36 - Nocne: 213, 214, 215, 223, 224                                        |
| Rondo Kaponiera       | - Dzienne: 2, 8, 10, 11, 13, 15, 17, 18, 163, 169, - Nocne: 212, 216, 219, 222, 226, 231, 258               |
| Dworzec Zachodni      | - Dzienne: 5, 8, 11, 145 - Nocne: brak                                                                      |

1. ↑  Według stanu z 2 listopada 2021 roku.
2. 1 2  Przystanek znajduje się przy ulicy Księcia Mieszka I.
3. ↑  Tylko w kierunku os. Sobieskiego.

Na trasie PST znajdują się: siedem wiaduktów drogowych, jeden kolejowy, jeden tramwajowy oraz trzy kładki dla pieszych. Największym obiektem jest, licząca 694 m długości, estakada nad Bogdanką. Większość trasy biegnie w sześciometrowym wykopie. Przed przystankami Słowiańska i Szymanowskiego (kierunek os. Sobieskiego) zlokalizowane są przelotki umożliwiające zmianę toru jazdy, wykorzystywane są w czasie prac remontowych bądź w przypadku odcięcia trasy od sieci tramwajowej. W takich przypadkach na trasie wykorzystuje się tramwaje dwukierunkowe Düwag GT8ZR, które nie potrzebują pętli aby zmienić kierunek jazdy. We wrześniu 2009 zdemontowano 4 tory odstawcze zlokalizowane przy stacjach: Słowiańska i Kurpińskiego oraz usunięto przejście międzytorowe przed stacją Lechicka na wysokości CH Plaza. Powodami tego były ograniczenia prędkości, które wydłużały czas przejazdu tramwajów oraz rzadkość wykorzystania owych rozjazdów.

## Historia eksploatacji

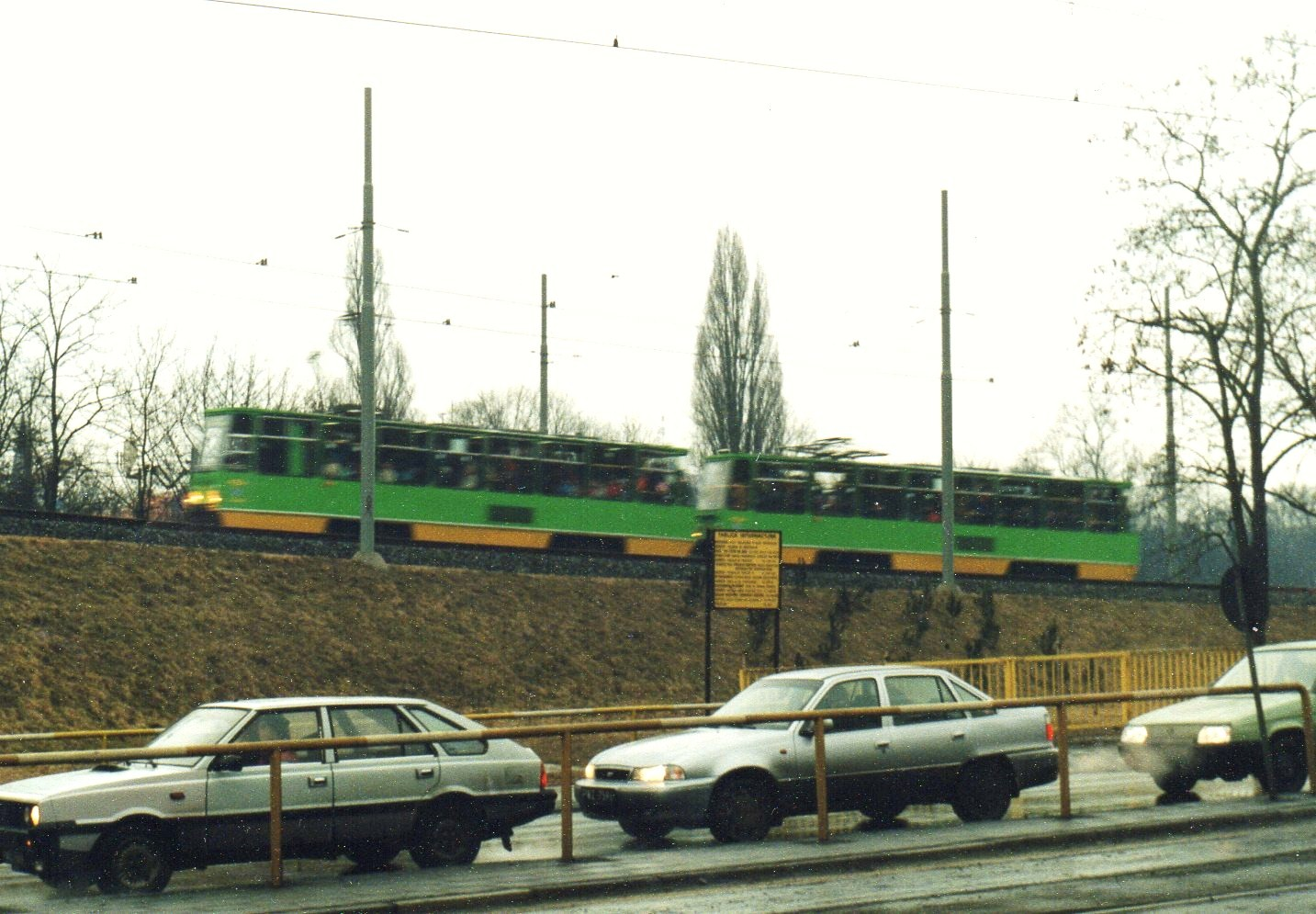
Dwuwagonowy skład Konstal 105Na na trasie PST (30 stycznia 1997)

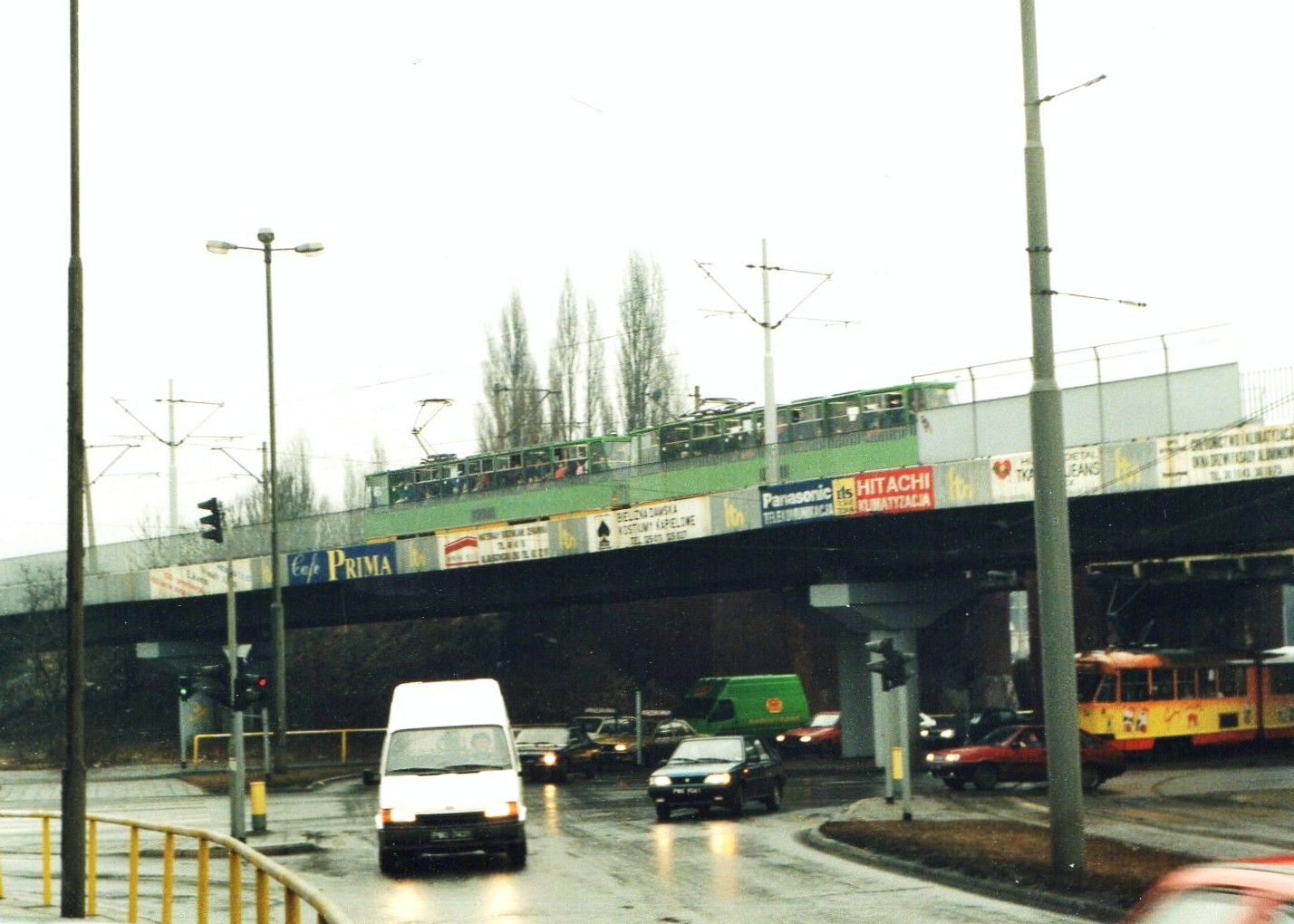
Przejazd dwuwagonowego składu Konstal 105Na po wiadukcie nad skrzyżowaniem ulic Roosevelta/Pułaskiego/Libelta/Poznańska (30 stycznia 1997)

10 września 1996 rozpoczęto próby obciążeń dynamicznych obiektów mostowych na odcinku Roosevelta-Słowiańska. 7 stycznia 1997 na trasie odbyły się próby eksploatacyjne układu torowo-energetycznego z użyciem wagonów 105Na, Düwag GT8 oraz Beijnes 1G. 10 stycznia 1997 odbył się próbny przejazd z pasażerami, w którym uczestniczył m.in. wiceprezydent Poznania Ryszard Olszewski.
Istniejący odcinek oficjalnie otwarto 1 lutego 1997 roku, jednak inauguracyjny tramwaj wyjechał na trasę PST 30 stycznia 1997 roku o godz. 10.08. Pierwsze dwa dni przejazdy po linii odbywały się darmowo. Ponieważ producent „Tatry” opóźnił dostawę tramwajów, w inauguracyjny kurs wyruszył zakupiony w Niemczech, używany tramwaj Düwag GT8 o numerze #650 (pojazd został zezłomowany w 2013 r.). W otwarciu trasy uczestniczyli m.in.: wiceminister transportu Bogdan Frąckowiak, wojewoda wielkopolski Włodzimierz Łęcki, parlamentarzyści - Hanna Suchocka i Stanisław Stec, przewodnicząca rady miejskiej Jadwiga Rotnicka, prezydent Poznania Wojciech Szczęsny-Kaczmarek, dyrektor PST w budowie Janusz Chmielewski, dyrektor MPK Poznań Jerzy Babiak oraz pomysłodawczyni nazwy linii - Janina Pestka z Poznania.
1 lutego 1997 regularne kursy po trasie PST rozpoczęły 3 linie dzienne:
- Linia 12 – kursuje do dziś po pierwotnej trasie[14]
- Linia 14 – początkowo kursowała okrężną trasą os. Sobieskiego – Gwarna – os. Sobieskiego, 8 lutego 1999 roku wydłużono jej trasę: os. Sobieskiego – rondo Kaponiera – Głogowska – Głogowska/Hetmańska, a 10 kwietnia tego samego roku wydłużono ją do Górczyna. W takiej postaci linia funkcjonuje do dziś.
- Linia 15 – kursuje po pierwotnej trasie.

30 listopada 1998 uruchomiono kolejną linię oznaczoną literą D, która kursowała podobnie jak 14, ale tylko w godzinach szczytu. Linię 14 skierowano wówczas do Al. Marcinkowskiego i wydłużono jej 10-minutową częstotliwość kursowania aż do godziny 21.00. Po skierowaniu linii 14 do Głogowskiej, a następnie do Górczyna, linię D skierowano do al. Marcinkowskiego – od tego dnia linia kursowała w godz. 5-19.30. 1 marca 1999 roku linię D wydłużono przez ulicę Strzelecką i rondo Rataje do os. Lecha (zmniejszając częstotliwość kursowania do 20 minut), jednak 10 kwietnia 1999 roku przywrócono poprzednią trasę. 23 czerwca 2002 roku zmieniono oznaczenie linii D na numer 16, a 1 października tego samego roku zmieniono jej trasę na os. Sobieskiego – pl. Wielkopolski – rondo Śródka – os. Lecha i wydłużając czas kursowania do godziny 21.00. W takiej postaci linia funkcjonowała do końca lutego 2005. Od 1 marca 2005 roku linia kursowała już skróconą trasą os. Sobieskiego – pl. Wielkopolski, ale za to z wydłużonym do godziny 23.00 czasem kursowania. Trasę linii 16 ponownie zmieniono 11 października 2005 roku (przywrócono trasę sprzed 1 października 2002). Od 2 stycznia 2006 roku linia w porannym szczycie kursowała co 4-6 minut. 15 sierpnia 2007 w związku z otwarciem trasy przez Most św. Rocha trasa „szesnastki” została ponownie wydłużona do osiedla Lecha, a w porannym szczycie zmniejszono częstotliwość, uruchamiając w zamian linię 26. 11 sierpnia 2012 trasa 16 została ponownie wydłużona w związku z otwarciem trasy na Franowo.
Od samego początku na trasie PST kursuje nocna linia tramwajowa. Początkowo oznaczana była jako N14 i kursowała dokładnie tą samą trasą, co dzienna linia 14, ale z postojem na rondzie Kaponiera. Częstotliwość kursów nocnych wahała się od 40 do 45 minut. Po wydłużeniu 8 lutego 1999 dziennej „czternastki” do Głogowskiej, oznaczenie nocnej linii zmieniono na N21. 1 stycznia 2006 roku trasę linii N21 zmieniono – od tego dnia linia kursuje po trasie: os. Sobieskiego – rondo Kaponiera – al. Marcinkowskiego – rondo Kaponiera (postój) – os. Sobieskiego i zsynchronizowano ją na rondzie Kaponiera z nocnymi autobusami (zwiększenie częstotliwości kursowania do 30 minut i odjazd z ronda Kaponiera w kierunku os. Sobieskiego w tych samych godzinach, co nocne autobusy).
1 września 2013 oddano do eksploatacji nowy odcinek od okolic mostu Teatralnego, w bezpośrednim sąsiedztwie torów kolejowych stacji Poznań Główny do ul. Głogowskiej w miejscu zlikwidowanej bocznicy prowadzącej na teren Międzynarodowych Targów Poznańskich.
W styczniu 2014 roku linia N21 otrzymała funkcjonujące do dziś oznaczenie 201.
1 sierpnia 2022 rozpoczął się remont generalny trasy. Ruch przywrócono częściowo 24 grudnia 2022, a całkowicie 13 maja 2023. Remont pozwolił na obniżenie hałasu i osiągnięcie prędkości tramwajów do 70 km/h.
W maju 2025 roku Zarząd Dróg Miejskich w Poznaniu ogłosił przetarg na wykonanie nowego oznakowania dla węzłów przesiadkowych przy PST. Nowe tablice mają zawierać informacje jak dotrzeć do poszczególnych przystanków autobusowych lub tramwajowych w obrębie węzłów, a także kierunki poruszania się pieszych, osób o ograniczonej mobilności oraz rodziców z dziećmi w wózkach. W ramach prac przewidziano wymianę kilkudziesięciu tablic oraz utrzymujących je konstrukcji wsporczych.

## Linie tramwajowe
| Nr linii      | Trasa |
| Linie dzienne | Linie dzienne |
| ------------- | --- |
| 11            | OS. SOBIESKIEGO – Trasa PST – Franklina Roosevelta – Rondo Kaponiera – Franklina Roosevelta – Głogowska – Hetmańska – Wiadukt Dolna Wilda – Hetmańska – Wiadukt Hetmański – Hetmańska – Most Przemysła I – Hetmańska – Rondo Starołęka – Hetmańska – Rondo Żegrze – Unii Lubelskiej – UNII LUBELSKIEJ UWAGA: zmiana trasy linii nr 11 spowodowana remontem torowiska w ciągu Alei Wielkopolskiej |
| 12            | OS. SOBIESKIEGO – Trasa PST – Głogowska – Most Dworcowy – Stanisława Matyi – Królowej Jadwigi – Most Królowej Jadwigi – Bolesława Krzywoustego – Rondo Rataje – Ludwika Zamenhofa – Rondo Starołęka – Starołęcka – STAROŁĘKA PKM |
| 14            | OS. SOBIESKIEGO – Trasa PST – Głogowska – GÓRCZYN PKM |
| 15            | OS. SOBIESKIEGO – Trasa PST – Franklina Roosevelta – Rondo Kaponiera – Franklina Roosevelta – Bukowska – Grunwaldzka – Rondo Jana Nowaka-Jeziorańskiego – Grunwaldzka – Rondo Krzysztofa Skubiszewskiego – Grunwaldzka – JUNIKOWO |
| 16            | OS. SOBIESKIEGO – Trasa PST – Franklina Roosevelta – Most Teatralny – Aleksandra Fredry – Gwarna – Święty Marcin – Aleje Karola Marcinkowskiego – Podgórna – por. Janiny Lewandowskiej – Zielona – Plac Bernardyński – Józefa Dowbora-Muśnickiego – Mostowa – Most Świętego Rocha – Kórnicka – Zygmunta Warczygłowy – Trasa Kórnicka – Piaśnicka (tunel) – Trasa na Franowo – FRANOWO powrót: FRANOWO – … – Podgórna – Aleje Karola Marcinkowskiego – Plac Wolności – 27 Grudnia – Aleksandra Fredry – … – OS. SOBIESKIEGO                                                                                                  |
| Linie nocne   | |
| 201           | OS. SOBIESKIEGO – Trasa PST – Głogowska – Franklina Roosevelta – Rondo Kaponiera – Most Uniwersytecki – Święty Marcin – Aleje Karola Marcinkowskiego – Podgórna – por. Janiny Lewandowskiej – Zielona – Plac Bernardyński – Józefa Dowbora-Muśnickiego – Mostowa – Most Świętego Rocha – Kórnicka – Zygmunta Warczygłowy – Trasa Kórnicka – Chartowo – Żegrze – Rondo Żegrze – Unii Lubelskiej – UNII LUBELSKIEJ powrót: UNII LUBELSKIEJ – … – Podgórna – Aleje Karola Marcinkowskiego – Plac Wolności – 27 Grudnia – Gwarna – Święty Marcin – … – OS. SOBIESKIEGO UWAGA: linia nie kursuje w nocy z poniedziałku na wtorek |
| 202           | OS. SOBIESKIEGO – Trasa PST – Franklina Roosevelta – Most Teatralny – Aleksandra Fredry – Gwarna – Święty Marcin – Aleje Karola Marcinkowskiego – Podgórna – por. Janiny Lewandowskiej – Zielona – Plac Bernardyński – Józefa Dowbora-Muśnickiego – Mostowa – Most Świętego Rocha – Kórnicka – Zygmunta Warczygłowy Trasa Kórnicka – Piaśnicka (tunel) – Trasa na Franowo – FRANOWO powrót: FRANOWO – … – Podgórna – Aleje Karola Marcinkowskiego – Plac Wolności – 27 Grudnia – Aleksandra Fredry – … – OS. SOBIESKIEGO UWAGA: linia kursuje wyłącznie w nocy z piątku na sobotę i z soboty na niedzielę/święto            |

## Tabor
Pierwotnie do obsługi tej trasy planowano zastosować zmodyfikowany przez HCP tramwaj Konstal/HCP 105N/2, ostatecznie jednak linie obsługiwały wagony typu Siemens Combino oraz Konstal 105Na (niekiedy również podwersja Konstal 105NaDK, oraz wersje zmodernizowane Moderus Alfa, Moderus Beta). Do końca 2009 roku na trasie jeździły również wagony Tatra RT6N1, z których zrezygnowano ze względu na wysoką awaryjność. Na linii dziennej nr 12 częstym widokiem był prototypowy wagon FPS Puma (obecnie niejeżdżący po poznańskich torowiskach), a na linii nocnej 201 spotkać można wagony typu Solaris Tramino, dawniej także Düwag GT8 (które w początkach eksploatacji trasy można było spotkać także na liniach dziennych). Od grudnia 2010 do lutego 2011 na linii nr 14 kursował prototypowy wagon Solaris Tramino. W związku z dostawą 45 Solarisów Tramino z obsługi linii kursujących po PST wycofano wagony Siemens Combino, które zostały skierowane na inne linie w celu zapewnienia dostępu do tramwajów niskopodłogowych w innych częściach miasta. Docelowo wszystkie kursy na trasie linii PST mają być obsługiwane taborem niskopodłogowym.
W 1996, do obsługi trasy PST zakupiono pojazd ratowniczo-gaśniczy poruszający się zarówno po drogach, jak i szynach, zaprojektowany i wykonany przez Ośrodek Badawczo-Rozwojowy Pojazdów Szynowych w Poznaniu. Bazą dla niego był samochód terenowy Star 266c.

## Plany rozbudowy

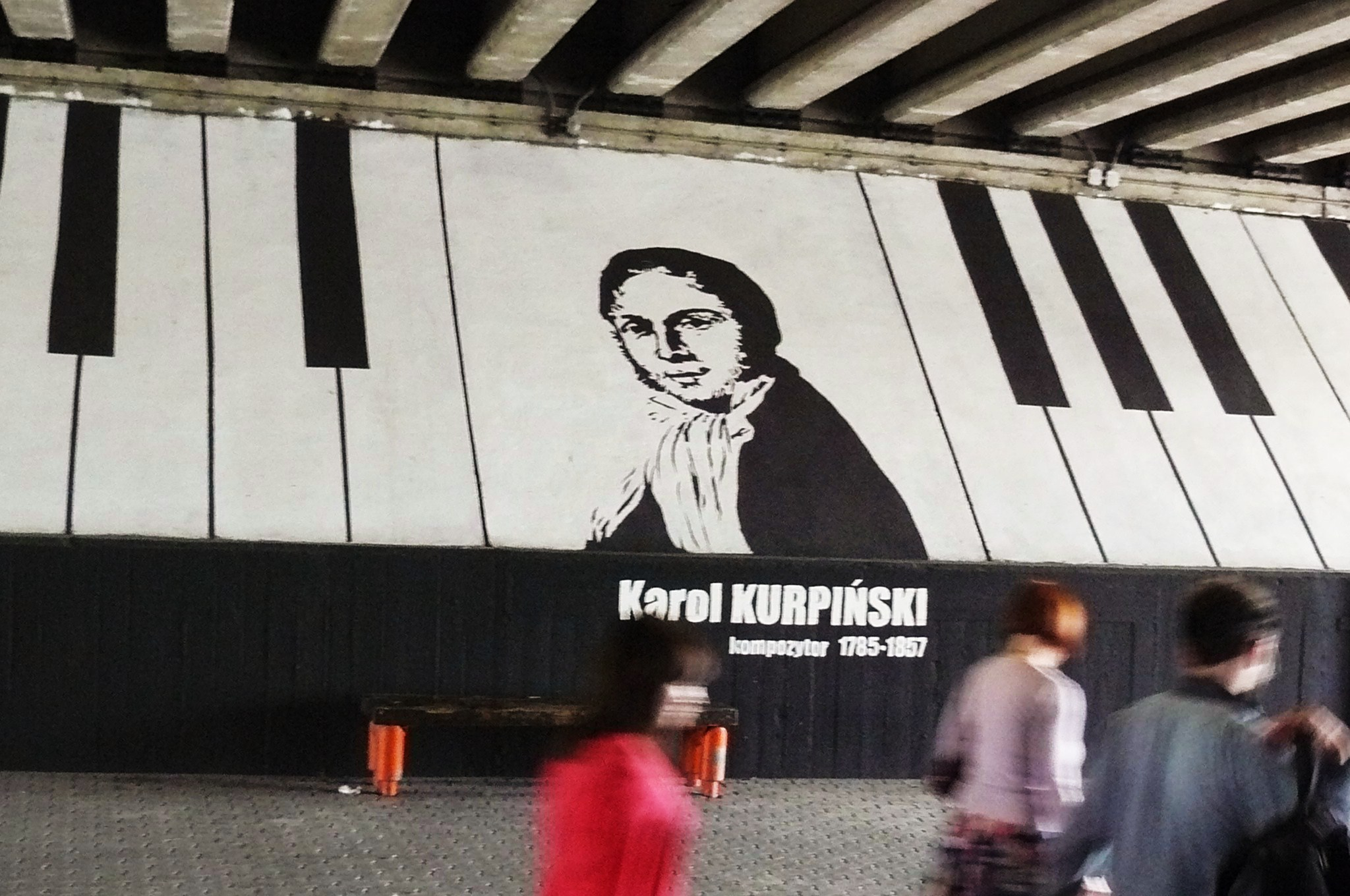
Sztuka na PST – Karol Kurpiński

Planowane było wydłużenie trasy PST na północ, do uniwersyteckiego kampusu Morasko, jednak inwestycja ta została wstrzymana z powodu braku zgody między UAM a miastem. Projekt Miejscowego Planu Zagospodarowania Przestrzennego dla Moraska przewiduje jednak rezerwę terenu pod przedłużenie linii tramwajowej, przebiegającej na wprost przez tory kolejowe, przecinającej teren kampusu UAM i biegnącej w stronę terenów rezerwowanych pod dalszą rozbudowę kampusu w rejonie skrzyżowania ulic Huby Moraskie-Szklarniowa.

## Sztuka na PST
Ściany i podpory poszczególnych przystanków pokryte są artystycznym graffiti o zróżnicowanej tematyce. I tak:
- Słowiańska – Poznań ukryty w literach. Hasło o treści To piękne, gdy człowiek jest dumny ze swego miasta, lecz jeszcze piękniej, gdy miasto może być dumne z niego pokrywa wszystkie ściany i ma formę zagadki do rozszyfrowania. Napis zrealizowany w 2007 przez trzydziestu twórców graffiti. W otwarciu udział brali DJ Lobo i DJ Carpe Diem. Organizatorem malowania było Biuro Kształtowania Relacji Społecznych Urzędu Miasta Poznania, wykonane zostało w ramach stażu przez Joanna Marię Chrzanowską.
- Aleje Solidarności – praca w ramach projektu Przez bunt do wolności zrealizowana jako uczczenie 50. rocznicy Poznańskiego Czerwca (2006) przez Związek Harcerstwa Rzeczypospolitej. Zawiera historyczny napis Solidarność oraz hasła związane z wolnością jednostki, odwagą i honorem,
- Lechicka/Poznań Plaza – akcja artystyczna Operacja pestka zrealizowana przez studentów z Ogólnopolskiego Stowarzyszenia Studentów Architektury (OSSA). Malunek przedstawia osoby wracające z zakupów, oddające się lekturze lub oczekujące na tramwaj. Całość łączy schematyczna mapa z zaznaczonymi wybranymi miastami europejskimi, co było związane z wejściem Polski do Unii Europejskiej,
- Kurpińskiego – w maju 2012 w ramach Festiwalu Kultury Studentów Kulminacje na wschodniej części przystanku powstał mural przedstawiający monumentalne klawisze fortepianowe i sylwetkę Karola Kurpińskiego – patrona stacji[27][28][29]. W maju 2018 w ramach akcji Poznań bez nienawiści po przeciwnej stronie przystanku powstał zaś mural Tolerancja. W wydarzeniu wziął udział m.in. prezydent Poznania Jacek Jaśkowiak[30]. Pierwotnie Kurpińskiego miał stać się przystankiem wizerunkowym Poznańskiej Spółdzielni Mieszkaniowej, która wybudowała osiedla piątkowskie. Projekt z 2008 zakładał zaś umieszczenie murali związanych z postaciami królów polskich – patronów osiedli[31].
- Szymanowskiego – po wschodniej stronie przystanku znaleźć można mural poświęcony Karolowi Szymanowskiemu powstały w 2014 w ramach festiwalu Opera Know How[32]. Do czasu remontu z 2020 po zachodniej stronie przystanku znajdowała się zaś praca przedstawiająca historię ewolucji Ziemi w trzydziestu scenach, autorstwa artystów z całej Polski. Wykonana została w lipcu 2008 z okazji Roku Klimatu i Środowiska, a organizatorem było rodzeństwo Joanna Maria i Jakuba Chrzanowskich. Mural obejmował m.in. motyw wehikułu czasu oraz tematy niewolnictwa lub podboju Ameryki[33].

## Przyroda
Trasa PST ma duże znaczenie dla geoekosystemu miasta, mając właściwości długiego korytarza ekologicznego, będącego drogą migracji roślin i zwierząt pomiędzy poszczególnymi strefami miasta. Jest terenem stosunkowo rzadko penetrowanym przez człowieka i zwierzęta domowe, co sprzyja dzikiej faunie i florze, jak również stałemu bytowaniu lub migrowaniu zwierząt. Posiada istotne połączenia z obszarami węzłowymi systemu przyrodniczego miasta – głównie w rejonach doliny Bogdanki i golęcińskiego klina zieleni. Właśnie tutaj dokonują się migracje zwierząt od strony śródmieścia i Piątkowa w stronę Golęcina i dalej. Rejon estakady Bogdanki jest terenem niezagospodarowanym, w obrębie którego rozwija się naturalna sukcesja roślinna. Bytuje tu też fauna, w szczególności gniazduje ptactwo. Kolejnym ważnym przyrodniczo miejscem są okolice Fortu Va, gdzie żyją m.in. nietoperze.
Podstawą ekosystemu PST są powierzchnie trawiaste, zwłaszcza rosnące na stokach o dużym nachyleniu. Trawy tworzą jednolite płaty przerywane w rejonach stacji. Roślinność wysoka (zadrzewienia i krzewy) porasta około 20% siedlisk trawiastych i ma charakter umocnień stoków oraz ochrony akustycznej. Dużą rolę w zadrzewieniach odgrywa robinia akacjowa. Ze zwierząt na trasie PST obserwowane są m.in.: lisy, jeże, zające, jaszczurki zwinki (lubiące nasłonecznione stoki), pustułki zwyczajne oraz drobne gryzonie.
W 2016, po remoncie trasy, na filarach wiaduktu nad ul. Libelta umieszczono sztuczny bluszcz do złudzenia imitujący naturalny, co w zamiarze uchronić ma filary przed oblepianiem plakatami.